# Luigi Marchino
Luigi Marchino (Casale Monferrato, 1843 – Casale Monferrato, 24 novembre 1915) è stato un imprenditore italiano, attivo nel settore del cemento, uno tra i primi in Italia.

## Biografia
Luigi Marchino nacque a Casale Monferrato nel 1843. Si diplomò Geometra ed esercitò la libera professione per molti anni. Portato per ragioni di lavoro ad avere dimestichezza con i materiali da costruzione, intuì che in un prossimo avvenire l’edilizia avrebbe avuto un impulso vigoroso.
Abbandonata la libera professione, intraprese l'attività industriale prima come dirigente (e forse comproprietario) della Ditta Oneto (o Onetto), attiva nel Monferrato con impianti per la produzione della calce e dei laterizi, poi in proprio fondando nel 1872 la Ditta Marchino e C. società in nome collettivo dotata di un piccolo stabilimento sito in Casale Monferrato Viale Priocco (la famosa “Furnasetta” tuttora ben conservata dalla multinazionale Buzzi Unicem, attuale proprietaria) per la cottura della calce idraulica e per la fabbricazione dei laterizi, impianto che, grazie alla sua competenza, tenacia e operosità, continuò a svilupparsi negli anni successivi.
Nel 1878, due anni dopo le prime produzioni industriali di cemento Portland naturale da parte della “Società Anonima Fabbrica calce e cementi di Casale”, iniziò la fabbricazione del cemento per cui apportò rapide trasformazioni negli impianti del Priocco, tanto da tramutare l’opificio in un grande stabilimento.
La forte diffusione dei cementi casalesi creò scompiglio fra i produttori italiani, in particolar modo quelli bergamaschi, che corsero ai ripari cercando di acquistare terreni ricchi di marna nella zona di Casale. Nel 1881 il Geom. Marchino rappresentò la Ditta Oneto nelle trattative di fusione con le ditte Società Italiana Cementi di Bergamo (divenuta successivamente Italcementi) e Società Anonima di Casale, negoziati che naufragarono soprattutto per il ritiro della Oneto, la più debole delle tre.
Viste le svariate applicazioni del cemento, nel 1884 decise di annettere al proprio stabilimento un cantiere per la lavorazione dei derivati, attrezzandolo con i migliori macchinari disponibili. Questa seconda attività non trovò prosecuzione nell’opera dei successori, i quali privilegiarono la produzione cementiera.
Cambiò a tal proposito la denominazione sociale in “Fabbrica di calci e cementi idraulici con cantiere per lavori in cemento della Ditta Marchino e C., Casalmonferrato”. Nel 1893 lo stabilimento Marchino occupava un’area di 12.000 m2 di cui oltre la metà coperta con due forni anulari a fuoco continuo, sistema Hoffmann, sei forni verticali a fuoco continuo e un ampio cantiere per lavori in cemento, diviso a sua volta in locale di confezione, officina di levigatura e magazzino dei manufatti. Venivano occupati da 130 a 150 operai nella fabbrica e altri 100 nelle cave.
Particolare attenzione merita la prima fornace da calce, la Furnasetta, costruzione “a tino” in mattoni con unico camino, alto più di 20m, e tettoie spioventi. Nel 1912 il forno fu adattato alla produzione del cemento con brevetto dell’ingegnere casalese Giovanni Sisto Eccettuato, al fine di mantenere operativa la produzione per il maggior tempo possibile.
La gamma dei prodotti commercializzati era diversificata in calce idraulica in zolle, calce idraulica eminentemente macinata, cemento Portland qualità extra, cemento Portland prima qualità, cemento Portland seconda qualità, cemento Portland terza qualità, cemento idraulico a rapida presa, laterizi, tubi, frontalini, piastrelle per pavimenti, lastre per lastricati, oggetti di decorazione. Inoltre assumeva la costruzione di qualsiasi lavoro di pavimentazione, architettura, ornamentazione, canalizzazione e qualunque opera in cui si potesse impiegare il cemento. La differenziazione è sintomo della espansione delle richieste di leganti e dei loro derivati. Le intuizioni del Geom. Marchino furono assecondate interamente.
Luigi Marchino reagì alla crisi industriale del 1905/06 in maniera autonoma, rifiutando ipotesi di accorpamento con altre società e trasformando la S.n.c. in Società Anonima con l'apporto di nuovi capitali. Il 9 febbraio 1907 fondò a Casale la “S.C.I.C.C. Società Casalese Industria Calce e Cementi Marchino e C.” con l’obiettivo di rafforzare la produzione ed ampliare la penetrazione nei mercati italiani. Vennero programmati diversi investimenti che trovarono compimento negli anni seguenti. Fra questi, i vari potenziamenti delle cave e dello stabilimento di Casale, in cui furono eretti nuovi forni verticali secondo i brevetti Palena e Dietzsch, l’acquisizione del controllo della ditta S.A. Ottavi e Morbelli di Casale (1911) e la costruzione del nuovo cementificio di Ghiare di Berceto (1911/12) nell’Appennino parmense con lo scopo di servire le regioni del centro sud e i Paesi del Mediterraneo attraverso il vicino porto di La Spezia.
Nonostante l’ingresso dell’Italia nella I Guerra Mondiale, l’esercizio 1915 risultò comunque positivo. In quell’anno il Dott. Ottavio Marchino succedette al padre Luigi nella conduzione della società, coadiuvato dai fratelli Ing. Piero e Rag. Carlo.
Luigi Marchino morì a Casale il 24.11.1915 e venne sepolto nel cimitero cittadino.
Sotto la direzione del figlio Ottavio la ditta continuò ad estendere la propria influenza in tutta la penisola, giungendo alla gestione di sedici stabilimenti fra quelli presenti alla fondazione, quelli acquistati e quelli creati ex novo. Il 1 Gennaio 1933 furono incorporate nella ditta Marchino le attività industriali della Unione Italiana Cementi, società controllata dalla finanziaria I.F.I., holding della famiglia Agnelli, in seguito al dissesto finanziario di Riccardo Gualino. La nuova realtà, denominata Unione Cementi Marchino con sede a Casale Monferrato, aveva capitale paritetico fra la famiglia Marchino e la famiglia Agnelli: il Senatore Giovanni Agnelli venne nominato Presidente, il dott. Ottavio Marchino Amministratore Delegato.
Nel 1969, a seguito della fusione per incorporazione della SAICE (Industrie Cementifere Emiliane) e della Cementeria di Augusta – di proprietà IFI – nella Unione Cementi Marchino, la denominazione sociale viene modificata in Unicem (Unione Cementerie Marchino ed Emiliane e di Augusta SpA).